# Мельник, Анатолий Иванович
Анатолий Иванович Мельник (род. 28 августа 1953 года, Редкодубы) — украинский художник. Заслуженный работник культуры Украины (1996). Член Национального союза художников Украины (2000). Народный художник Украины (2009). Академик Академии искусств Украины (2013). Генеральный директор Национального художественного музея Украины (2000—2012).

## Биография
С 1987 года по 1997 год работает директором Хмельницкого областного художественного музея. С 1997 по 1998 год на должности заместителя директора Хмельницкого областного арендного ремонтно-производственного комбината. В 1998—2000 годах стал заместителем председателя Хмельницкой облгосадминистрации. С 2000 года по 2012 год работал генеральным директором Национального художественного музея Украины.

## Выставки
- 2008 — Киев;
- 2009 — Львов, Хмельницкий, Одесса.